# 黄门镇
黄门镇，是中华人民共和国甘肃省天水市清水县下辖的一个乡镇级行政单位。
2015年10月9日，甘肃省民政厅批复同意撤销黄门乡，设立黄门镇。

## 行政区划
黄门镇下辖以下地区：
元川村、下成村、小河村、硖口村、长谷村、薛堡村、王店村、杨李村、马什村、台子村、黄湾村、后坡村和樊家村。